# Turgenyevo
Turgenyevo (oroszul: Тургенево) városi jellegű település Oroszországban, Mordvinföld Ardatovi járásában.
Lakossága: 5260 fő (a 2010. évi népszámláláskor).

## Fekvése
Mordvinföld északkeleti részén, Ardatov járási székhelytől és a Szvetotyehnyika vasútállomástól 4 km-re, az Alatir folyó jobb partján fekszik.

## Története
A 18. század második felétől ismert, amikor már postaállomás volt a Szaranszk–Alatir közötti kocsiúton. A Turgenyev nemesi család egyik ágának birtoka volt. A 19. század végén itt épült a Szimbirszki kormányzóság egyik legnagyobb gabonamalma.
A település mellett híres kolostor áll (Kazanszkaja klujcsevaja pusztiny), melyet egy csodatévőnek tartott forrásnál alapítottak a 18. század második felében. Az 1990-es években romjaiból helyrehozták, illetve újból felépítették.

## Gazdaság
Turgenyevóban működik Oroszország egyik nagyobb fénytechnikai (lámpa-) gyára, az Ardatovszkij szvetotyehnyicseszkij zavod. Az 1949-ben alapított gyár napjainkban általános és speciális célú korszerű lámpatesteket, LED világítóeszközöket készít lakossági, utcai, ipari felhasználásra.